# Chata Rock
Der Chata Rock (spanisch Roca Chata für Niedriger Felsen, im Vereinigten Königreich als Exposure Rock bekannt) ist ein 3 m hoher und isolierter Rifffelsen im Palmer-Archipel vor der Westküste der Antarktischen Halbinsel. Er liegt 800 m südlich des Kap Lancaster, dem südlichen Ende der Anvers-Insel.
Der deskriptive Name des Felsens ist erstmals auf einer argentinischen Landkarte aus dem Jahr 1950 verzeichnet. Das Advisory Committee on Antarctic Names übertrug den spanischen Namen 1965 ins Englische. Die vom UK Antarctic Place-Names Committee im Jahr 1960 vorgenommene Benennung spielt auf die exponierte geografische Lage des Felsens an.